# Léolo
Léolo és una pel·lícula quebequesa dirigida per Jean-Claude Lauzon, estrenada l'any 1992. Ha estat doblada al català.
El film està parcialment basat en la novel·la L'Avalée des avalés de Réjean Ducharme així com inspirat en la infantesa de Lauzon.
L'any 2005, la revista Time va definir Léolo com un dels 100 millors films de tots els temps.

## Argument
Léo Lauzon és un nen que viu en un humil barri de Mont-real, atrapat en una sòrdida existència al si d'una família disfuncional. Cada nit intenta evadir-se per mitjà dels records, els somnis i la seva desbordant imaginació, però la crua realitat familiar interromp sempre les seves fantasies: té un pare obsessionat per la salut intestinal de tota la família, un germà culturista que viu pres per la por, dues germanes que pateixen trastorns mentals, un avi a qui ningú presta massa atenció i una mare enorme que domina el microcosmos familiar.
Envoltat de malalts mentals, somiant i escrivint, imagina que la seva mare no ha pas estat embarassada pel seu pare, sinó indirectament per un sicilià amb l'ajuda d'una tomata italiana contaminada. Decideix així de fer-se dir Léolo Lozone. A l'alba de la pubertat, fantasieja sobre la seva veïna Bianca.

### Repartiment
- Gilbert Sicotte: Narrador (veu)
- Maxime Collin: Léolo
- Ginette Reno: Mare
- Julien Guiomar: Avi
- Pierre Bourgault: Domador de versos

## Premis i nominacions
- Premi Enginy (Canadà): Millor guió original, Millor muntatge, Millor vestuari
- Festival Internacional de Cinema de Toronto: Millor film canadenc
- Festival Internacional de Cinema de Vancouver: Millor guió canadenc
- 100 millors films de tots els temps, revista Time (2005)
- Selecció oficial a la secció Canes Classics en el Festival de Canes 2014